# Августа Ройсс-Кестрицька (1794—1855)
Августа Фредеріка Есперанца Ройсс-Кестрицька (нім. Auguste Friederike Espérance Reuß zu Köstritz, 3 серпня 1794 — 13 липня 1855) — принцеса Ройсс-Кестріцька, донька принца Генріха XLIV та баронеси Айзенбаської Августи Рідезель, дружина герцога Ангальт-Кетенського та Плесського Генріха.

## Біографія
Народилась 3 серпня 1794 року у Брауншвейзі. Була другою дитиною та старшою донькою в родині принца Ройсс-Кестрицького Генріха XLIV та його другої дружини Августи Рідезель Айзенбаської. Матір була донькою барона Фрідріха Адольфа Рідезеля, який служив генерал-ад'ютантом герцога Брауншвейг-Вольфенбюттелю та був комендантом міста Брауншвейг.

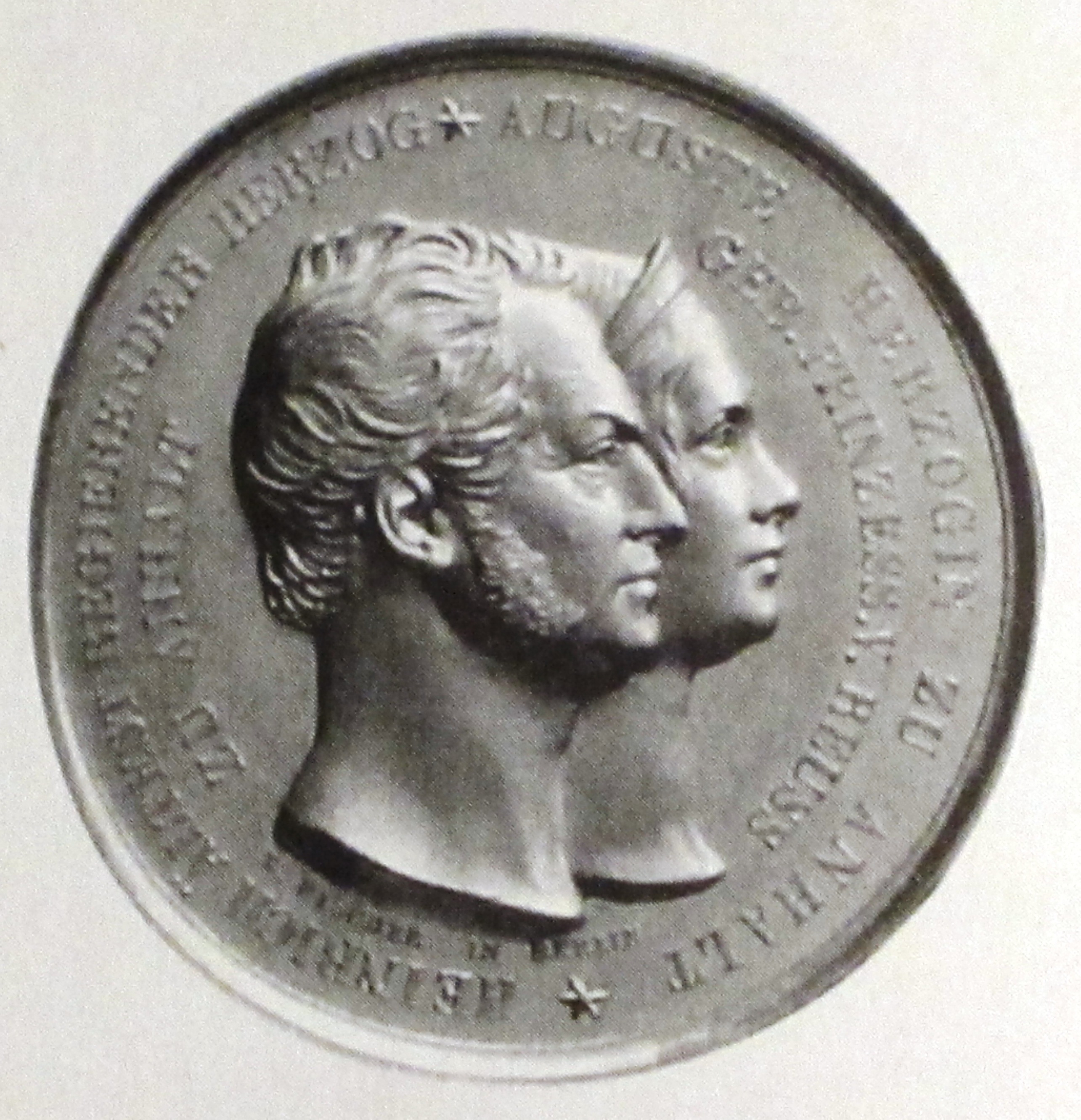
Монета з нагоди срібного весілля Августи та Генріха, 1844

Мала старшого брата Генріха LXX та молодших — Генріха LXXIV та Генріха I й сестру Кароліну. Від першого шлюбу батька мала двох єдинокровних братів — Генріха LX та Генріха LXIII. Провела дитинство в Берліні, Бранденбурзі та Силезії, де сімейство володіло маєтком у місті Требшув.
Втратила матір в 11-річному віці. Батько більше не одружувався.
У 24 роки стала дружиною 40-річного князя Ангальт-Плесу Генріха. Весілля пройшло 18 травня 1819 у Требшуві. Дітей у подружжя не було.
У серпні 1830 року її чоловік став правлячим герцогом Ангальт-Кетену, а сама вона — герцогинею-консортом. Генріх користувався глибокою повагою у колі родичів, правителем вважався справедливим і доброзичливим. Займався розвитком транспортної інфраструктури, будівництвом церков та шкіл, цікавився передовими технологіями у сільському господарстві, покровительствував вченим.
Авuуста була однодумницею чоловіка. Своє життя присвятила допомозі нужденним та бідним і користувалася величезною повагою народу.
У листопаді 1647 року Генріха не стало. Пам’ять чоловіка герцогиня вшанувала створенням благодійного фонду його імені – «Heinrichsstiftung».
Спокійно померла 13 липня 1855 року і була похована в Кетені в євангелічній церкві Святого Якоба.